# Погудино (Челябинская область)
Погудино — деревня в Еткульском районе Челябинской области России. Входит в состав Лебедевского сельского поселения.

## География
Деревня находится на востоке Челябинской области, в лесостепной зоне, вблизи административной границы с Курганской областью, на расстоянии 27 километров (по прямой) к юго-востоку от села Еткуль, административного центра района. Абсолютная высота 202 метра над уровнем моря.

## Население
| 2002 | 2010 |
| ---- | ---- |
| 137  | ↘112 |

Гендерный состав
По данным Всероссийской переписи населения 2010 года в гендерной структуре населения мужчины составляли 55,4 %, женщины — 44,6 %.
Национальный состав
Согласно результатам переписи 2002 года, в национальной структуре населения русские составляли 46 %.

## Улицы
Уличная сеть деревни состоит из двух улиц.